# Górska Szoria

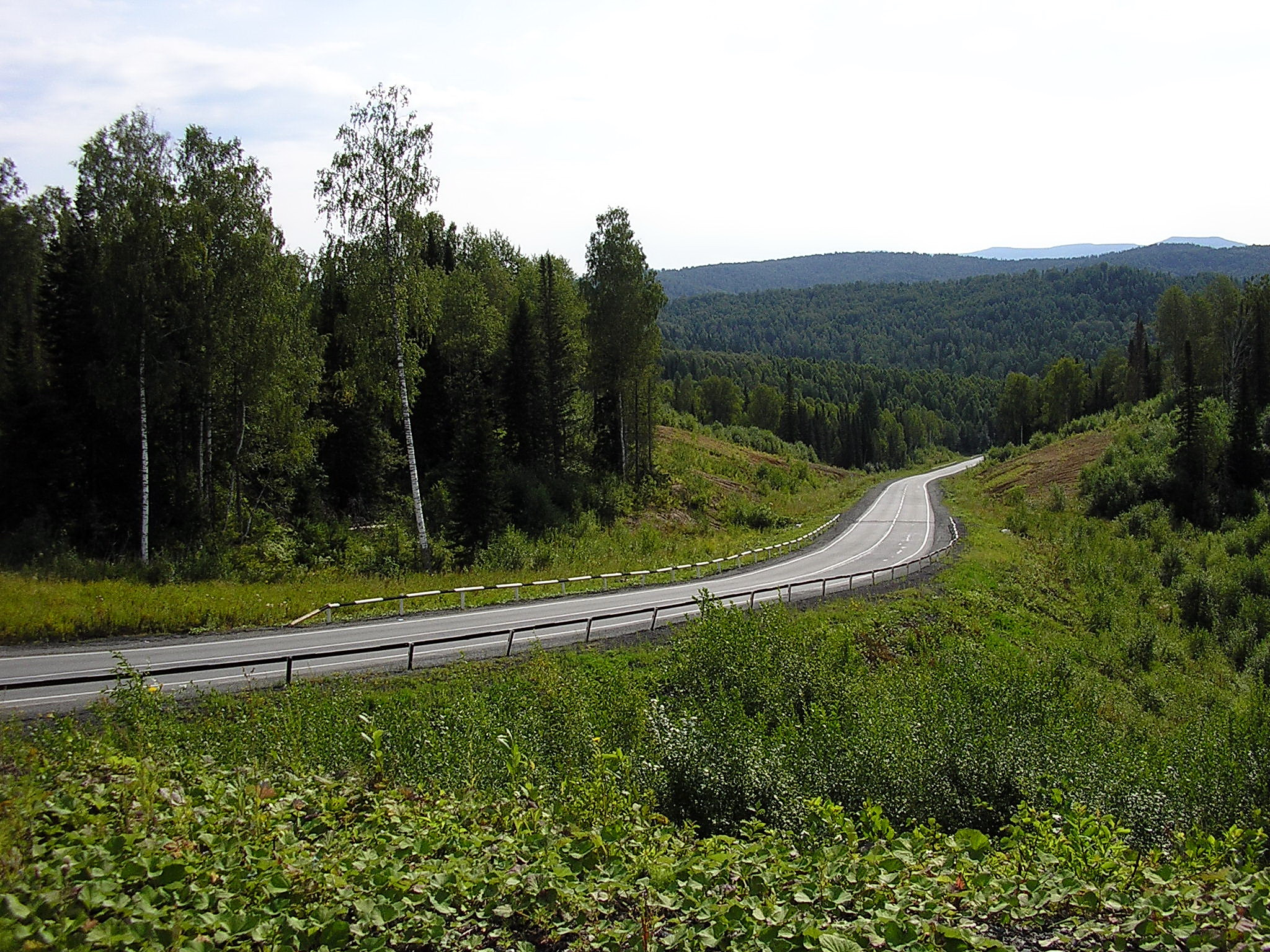
Szoria

Górska Szoria (szor. Тағлығ Шор; ros.: Горная Шория, Gornaja Szorija) – region w azjatyckiej części Rosji w południowej części obwodu kemerowskiego, obejmujący odnogi Wyżyny Sałairskiej, Gór Abakańskich i Ałatau Kuźnieckiego. W krajobrazie dominują średniej wysokości góry pokryte głównie tajgą osikowo-jodłową. Występują złoża węgla kamiennego, rudy żelaza, rudy manganu i złota. Gospodarka regionu oparta jest głównie na wydobyciu rud żelaza, węgla i przemyśle drzewnym. Górska Szoria stanowi zaplecze surowcowe dla zakładów metalurgicznych w Nowokuźniecku. Przez region przebiegają linie kolejowe Nowokuźnieck–Tasztagoł i Nowokuźnieck–Abakan. Obszar zamieszkują głównie Szorowie. Ludność skoncentrowana jest przede wszystkim w dolinach rzek (Kondoma, Mras-Su i in.) i wzdłuż linii kolejowych. Największe miejscowości to: Tasztagoł, Mieżdurieczensk, Temirtau i Mundybasz.
Dużą część regionu zajmuje Szoriański Park Narodowy.